# Betina Riegelhuth
Betina Riegelhuth (født 17. Juni 1987 i Oslo, Norge) er en norsk håndboldspiller som spiller for Storhamar IL og Norges håndboldlandshold. Hun fik debut på det norske landshold i 2010 i en kamp Sverige. Hendes første slutrunde var ved EM i håndbold 2014 i Ungarn og Kroatien. Hun har tidligere optrådt for de danske mestre fra Team Esbjerg.
Hun er lillesøster til Linn-Kristin Riegelhuth Koren.

## Meritter med landsholdet
- VM i håndbold:
  - Vinderf: 2015
- EM i håndbold:
  - Vinder: 2014